# 王丕年
王丕年（1915年—2013年3月27日），陕西省横山县人，中华人民共和国政治人物。
1935年11月加入中国共产党。1953年6月，任东北行政委员会人事局副局长、局长。1954年，任黑龙江省政府民族事务委员会副主任。1960年3月，任黑龙江省民政厅厅长。1960年4月至1967年2月、1973年6月至1979年12月，任黑龙江省高级人民法院院长曾任黑龙江省第一、二、三、五届人民代表大会代表。1979年12月至1983年4月，任黑龙江省第五届人大常委会副主任。